# Franciszek Boberek
Franciszek Boberek (ur. 2 czerwca 1994) – polski aktor głosowy.

## Życiorys
Franciszek urodził się 2 czerwca 1994 roku. Jego ojcem jest Jarosław Boberek, a matką Ilona Kucińska. Franciszek ma brata Jana.

## Filmografia

### Aktor
- 2015: To nie ja – Tom Bigham
- 2019: Za marzenia – Reżyser reklamy
- 2021: The End
- 2023: BringBackAlice – Informatyk

### Polski dubbing

#### Filmy
- 2005: Zathura – Kosmiczna przygoda – Walter Budwing
- 2005: Jan Paweł II: Nie lękajcie się – Karol Wojtyła jako dziecko
- 2006: Pajęczyna Charlotty – Dziecko Charlotty
- 2006: Po rozum do mrówek – Steve
- 2006: Straszny dom – Serdel
- 2007: Harry Potter i Zakon Feniksa – Seamus Finnigan
- 2007: High School Musical 2
- 2007: Rodzinka Robinsonów Albert
- 2007: Most do Terabithii Jess
- 2009: Harry Potter i Książę Półkrwi – Seamus Finnigan
- 2010: Magiczna podróż do Afryki Mel
- 2011: Harry Potter i Insygnia Śmierci: Część II – Seamus Finnigan
- 2012: Kosmiczna Czwórka: Operacja Imaginarium
- 2013: Barbie i jej siostry w Krainie Kucyków – Jonas
- 2013: Powrót na wyspę Nim Frankie
- 2013: Gra Endera – Andrew "Ender" Wiggin
- 2014: Kapitan Szablozęby i skarb piratów Damian
- 2014: Imperium robotów. Bunt człowieka – Sean
- 2014: Zaplikowani – Tripp
- 2015: Barbie: Super księżniczki – Wes
- 2016: Barbie Dreamtopia – Jonah
- 2018: Więzień labiryntu: Lek na śmierć – Minho

#### Seriale
- 2010: Transformers: Prime – Jackson „Jack” Darby / Żołnierz M.E.C.H.
- 2012: Lato w mieście – Tom Kessler
- 2013: Kod Lyoko: Ewolucja – William Dunbar
- 2013: Oddział specjalny – Kaz
- 2013: Mako Mermaids: Syreny z Mako – David
- 2016: Backstage – Sasha Roy

#### Gry komputerowe
- 2007: Wiedźmin
- 2007: Harry Potter i Zakon Feniksa – Gryfon, Ślizgon
- 2009: Harry Potter i Książę Półkrwi Puchon, Gryfon, Ślizgon
- 2011: Uncharted 3: Oszustwo Drake'a Młody Nathan Drake
- 2011: Harry Potter i Insygnia Śmierci: Część II – Seamus Finnigan
- 2016: Wiedźmin 3: Dziki Gon – Guy de Bois-Fresnes
- 2016: Battlefield 1